# Oecanthinae
De Oecanthinae vormen een onderfamilie van rechtvleugelige insecten die behoort tot familie krekels (Gryllidae).

## Taxonomie
- Tribus Xabeini
- Tribus Oecanthini

Niet toegewezen - geslacht Paraphasius